# Das Kuckucksei (1988)
Das Kuckucksei (Originaltitel: Torch Song Trilogy) ist ein Film von Paul Bogart aus dem Jahr 1988. Es handelt sich dabei um eine Adaption des gleichnamigen Bühnenstücks von Harvey Fierstein, der ebenfalls das Drehbuch zur Filmversion verfasste. Daneben hat Fierstein die Hauptrolle des Arnold Beckoff sowohl auf der Bühne als auch im Film verkörpert.

## Handlung
1972: Im The International Stud begegnen sich Arnold und Ed und verlieben sich ineinander. Während Arnold mit seiner Homosexualität im Reinen ist und als Travestie-Künstler in einem kleinen Theater arbeitet, hat Ed jedoch Probleme, seine Bisexualität zu akzeptieren. Er verlässt Arnold und lebt fortan mit einer Frau zusammen, die er schließlich heiratet.
Weihnachten 1973 lernt Arnold die Liebe seines Lebens kennen: Alan, der als Model arbeitet. Sie ziehen zusammen und werden auch von Ed und seiner Frau in deren Landhaus eingeladen, um dort ein Wochenende zu verbringen. Ihre Liebe wird dort auf eine harte Probe gestellt, aber ihre Beziehung hält. Arnold und Alan beschließen, ein Kind zu adoptieren, und bekommen schließlich die Zusage, einen schwulen Teenager als Pflegekind zu bekommen, der von seiner Familie verstoßen wurde. Doch mitten im größten Glück wird Alan, der einen anderen vor einem Überfall schützen will, von einer schwulenfeindlichen Bande zu Tode geprügelt.
1980: Arnold lebt mittlerweile mit seinem Adoptivsohn David zusammen, und obwohl er immer noch Alan vermisst, hat er wieder mehr Kontakt zu Ed, der sich von seiner Frau getrennt hat. Als Arnolds Mutter zu Besuch kommt, zeigt sie ihm deutlich ihre Missbilligung für seine Homosexualität und die Adoption. Zudem drückt sie ihr Missfallen darüber aus, dass Arnold seinen Partner Alan im Familiengrab beisetzen ließ. Es kommt zur offenen Kontroverse, in der Arnold seiner Mutter erklärt, wie hart sein Leben oft ist und wie sehr er stets kämpfen musste. Er verlangt, dass sie sein Leben akzeptiere, wie es nun mal ist, da sie sonst auch ihn nicht akzeptiert. Zunächst ist seine Mutter schockiert über die offenen Worte, aber am nächsten Tag zeigen sich erste Anzeichen eines gegenseitigen Verständnisses zwischen Mutter und Sohn.

## Kritik
- film-dienst: Episodisch über einen Zeitraum von fast 30 Jahren ausgebreitet, lebt die Verfilmung eines Bühnenstücks von außergewöhnlichen Darstellerleistungen, so daß trotz inszenatorischer Längen und einiger Plumpheiten ein bewegender, wichtiger und komödiantisch-aufklärerischer Film entstanden ist.
- epd Film 6/1989: Wie auf der Bühne übernahm Fierstein auch für den Film die Hauptrolle. Das ist auch im Kino ein gelungener Theatercoup. Denn Das Kuckucksei lebt vor allem von Fiersteins Fähigkeit zur komischen Selbstinszenierung.

## Ehrungen und Nominierungen
1989 wurde Bogart beim Deauville Film Festival für den Kritikerpreis nominiert; der Film gewann den Publikumspreis. Im gleichen Jahr wurde Fierstein beim Independent Spirit Award für die beste männliche Hauptrolle nominiert.

## Sonstiges
- Erst lehnte Broderick, der schon 1981 in der Bühnenversion am Broadway die Rolle des Adoptivsohns David gespielt hatte, die Rolle des Alan ab, da er sich in Irland von den Folgen eines Verkehrsunfalls erholte. Die Rolle bekam schließlich Tate Donovan, der jedoch von Fierstein am zweiten Probetag gefeuert wurde, nachdem sich Broderick umentschieden hatte.

- Um die Arbeit des Travestie-Künstlers Charles Pierce zu würdigen, hat Harvey Fierstein in den Film die Rolle des Travestie-Künstlers Bertha Venation eingefügt.

- Während das Bühnenstück als Trilogie angelegt ist, deren einzelne Akte zusammengenommen eine Spielzeit von über vier Stunden haben, musste Harvey Fierstein das Skript für die Filmversion deutlich kürzen, um der Vorgabe einer maximal zweistündigen Laufzeit gerecht zu werden.

- Die Titel der drei Bühnenstücke der Trilogie sind International Stud, Fugue in a Nursery und Widows and Children First!.